# Hamburg Cup 1996
Der Hamburg Cup 1996 im Badminton fand vom 30. August bis zum 1. September 1996 in der Sporthalle Wandsbek in Hamburg statt. Mit einem Preisgeld von 50.000 DM wurde das Turnier als 1-Stern-Turnier in der Grand-Prix-Wertung eingestuft.

## Sieger und Platzierte
| Disziplin    | Gold                              | Silber                           | Bronze                               |
| ------------ | --------------------------------- | -------------------------------- | ------------------------------------ |
| Herreneinzel | Oliver Pongratz                   | Rikard Magnusson                 | Søren B. Nielsen                     |
| Herreneinzel | Oliver Pongratz                   | Rikard Magnusson                 | Detlef Poste                         |
| Dameneinzel  | Anne Søndergaard                  | Mette Sørensen                   | Karolina Ericsson                    |
| Dameneinzel  | Anne Søndergaard                  | Mette Sørensen                   | Joanne Muggeridge                    |
| Herrendoppel | Dharma Gunawi Yoseph Phoa         | Ian Pearson John Quinn           | Kai Mitteldorf Uwe Ossenbrink        |
| Herrendoppel | Dharma Gunawi Yoseph Phoa         | Ian Pearson John Quinn           | Christian Mohr Björn Siegemund       |
| Damendoppel  | Eline Coene Erica van den Heuvel  | Tanja Berg Anne Søndergaard      | Gitte Jansson Mette Schjoldager      |
| Damendoppel  | Eline Coene Erica van den Heuvel  | Tanja Berg Anne Søndergaard      | Ann-Lou Jørgensen Christina Sørensen |
| Mixed        | Jonas Rasmussen Ann-Lou Jørgensen | Dennis Lens Erica van den Heuvel | Allan Borch Tanja Berg               |
| Mixed        | Jonas Rasmussen Ann-Lou Jørgensen | Dennis Lens Erica van den Heuvel | Thomas Hovgaard Gitte Jansson        |

## Herreneinzel Qualifikation
- Sebastian Ottrembka –  Rehan Khan: 18-14 / 9-15 / 15-13
- Guntur Hariono –  Andreas Hansen: 15-2 / 15-11
- Conrad Hückstädt –  Zainal Malik: 18-14 / 15-6
- Stephan Kapps –  Roland Dorner: 15-8 / 15-7
- Wang Xuyan –  Ramón García: 15-5 / 15-7
- Frederik Kohler –  Sven Landwehr: 15-9 / 15-17 / 15-11
- Yoseph Phoa –  Christian Barthel: 15-8 / 10-15 / 15-7
- Claus Jensen –  Franklin Wahab: 15-9 / 15-9
- Guntur Hariono –  Artur Luczak: 15-2 / 15-0
- Kasper Ødum –  Conrad Hückstädt: 15-10 / 15-10
- Wang Xuyan –  Søren Hansen: 16-17 / 15-12 / 15-6
- Frederik Kohler –  Christian Schwab: 15-12 / 6-15 / 15-8
- Sebastian Schulz –  Yoseph Phoa: 15-9 / 5-15 / 15-2
- Claus Jensen –  Timo Waschke: 15-4 / 15-1
- Guntur Hariono –  Sebastian Ottrembka: 15-5 / 15-5
- Kasper Ødum –  Stephan Kapps: 15-3 / 17-14
- Wang Xuyan –  Frederik Kohler: 12-15 / 15-1 / 15-6
- Claus Jensen –  Sebastian Schulz: 1-15 / 18-14 / 15-11

## Herreneinzel
- Søren B. Nielsen –  Aivaras Kvedarauskas: 12-15 / 15-5 / 15-1
- Bram Fernardin –  Martin Hagberg: 15-4 / 15-5
- Oliver Pongratz –  Arturo Ruiz: 15-6 / 15-4
- Peter Janum –  Guntur Hariono: 15-7 / 15-4
- Marek Bujak –  Wang Xuyan: 15-6 / 15-4
- Detlef Poste –  Dicky Palyama: 15-7 / 15-4
- Rikard Magnusson –  Dharma Gunawi: 15-13 / 15-10
- Niels Christian Kaldau –  Ernesto García: w.o.
- Søren B. Nielsen –  Bram Fernardin: 15-8 / 15-7
- Oliver Pongratz –  Peter Janum: 10-15 / 15-2 / 15-3
- Detlef Poste –  Marek Bujak: 15-7 / 18-15
- Rikard Magnusson –  Niels Christian Kaldau: 15-7 / 11-15 / 15-4
- Oliver Pongratz –  Søren B. Nielsen: 15-6 / 6-15 / 18-16
- Rikard Magnusson –  Detlef Poste: 18-16 / 18-15
- Oliver Pongratz –  Rikard Magnusson: 12-15 / 15-6 / 15-8

## Dameneinzel Qualifikation
- Dorota Grzejdak –  Mette Schjoldager: 5-11 / 11-4 / 11-4
- Hariati –  Sandra Mirtsching: 11-3 / 11-2
- Jane Jacoby –  Heidi Bender: 11-8 / 11-2
- Helle Ankjær Nielsen –  Tatjana Geibig-Krax: 9-12 / 11-9 / 11-0
- Stefanie Hansen –  Jeanette Ottrembka: 12-11 / 12-10
- Christina Sørensen –  Nicole Krause: 11-1 / 12-10
- Wiebke Schrempf –  Anja Weber: 9-12 / 11-1 / 11-9
- Petra Schubert –  Maria Torres: 11-2 / 12-10
- Hariati –  Dorota Grzejdak: 11-4 / 11-9
- Jane Jacoby –  Helle Ankjær Nielsen: 11-8 / 11-9
- Christina Sørensen –  Stefanie Hansen: 11-4 / 11-1
- Wiebke Schrempf –  Petra Schubert: 11-9 / 11-6

## Dameneinzel
- Anne Søndergaard –  Dolores Marco: 11-3 / 11-0
- Christina Sørensen –  Stefanie Müller: 9-1 ret.
- Brenda Beenhakker –  Nicole Grether: 12-10 / 11-8
- Karolina Ericsson –  Tanja Berg: 11-7 / 1-11 / 11-8
- Claudia Vogelgsang –  Jane Jacoby: 11-4 / 11-5
- Mette Sørensen –  Katja Michalowsky: 11-1 / 11-0
- Pernille Harder –  Heike Schönharting: 11-5 / 11-2
- Joanne Muggeridge –  Judith Meulendijks: 11-5 / 11-5
- Anne Søndergaard –  Christina Sørensen: 11-5 / 11-5
- Karolina Ericsson –  Brenda Beenhakker: 11-5 / 11-2
- Mette Sørensen –  Claudia Vogelgsang: 11-1 / 11-6
- Joanne Muggeridge –  Pernille Harder: 11-5 / 11-5
- Anne Søndergaard –  Karolina Ericsson: 11-5 / 11-1
- Mette Sørensen –  Joanne Muggeridge: 11-8 / 11-7
- Anne Søndergaard –  Mette Sørensen: 6-11 / 11-3 / 11-5

## Herrendoppel Qualifikation
- Christian Barthel /  Christian Huth –  Michael Busse /  Thomas Lambertz: 15-10 / 15-13
- Stephan Burmeister /  Timo Waschke –  Malte Böttger /  Kristof Hopp: 14-17 / 15-8 / 15-8
- Frederik Kohler /  Kasper Ødum –  Norman Eby /  Franklin Wahab: 15-7 / 18-16
- Andreas Hansen /  Claus Jensen –  Frank Mielke /  Björn Schneider: 15-11 / 17-14
- Björn Zeysing /  Jan Zeysing –  Thomas Bölke /  Sven Landwehr: 15-8 / 15-1
- Thorsten Kurth /  Berend Wawer –  Roland Dorner /  Kai Riedel: 15-2 / 15-8
- Christian Barthel /  Christian Huth –  Joachim Tesche /  Thomas Tesche: 15-11 / 15-11
- Frederik Kohler /  Kasper Ødum –  Stephan Burmeister /  Timo Waschke: 15-7 / 17-4
- Andreas Hansen /  Claus Jensen –  Brunon Rduch /  Sebastian Schulz: 18-15 / 15-11
- Björn Zeysing /  Jan Zeysing –  Thorsten Kurth /  Berend Wawer: 15-4 / 15-11

## Herrendoppel
- Kai Mitteldorf /  Uwe Ossenbrink –  Björn Zeysing /  Jan Zeysing: 15-4 / 15-7
- Michael Lamp /  Jonas Rasmussen –  Roland Kapps /  Stephan Kapps: 15-7 / 15-6
- Allan Borch /  Janek Roos –  Ramón García /  Christian Schwab: 15-5 / 15-2
- Dharma Gunawi /  Yoseph Phoa –  Dennis Lens /  Quinten van Dalm: 15-9 / 14-17 / 15-8
- Marek Bujak /  Detlef Poste –  Søren Hansen /  Niels Christian Kaldau: 15-9 / 15-9
- Christian Mohr /  Björn Siegemund –  Ernesto García /  Arturo Ruiz: 15-4 / 15-6
- Conrad Hückstädt /  Sebastian Ottrembka –  Andrew Haliday /  Daniel Shirley: 14-18 / 15-13 / 15-11
- Ian Pearson /  John Quinn –  Thomas Hovgaard /  Peter Janum: 15-5 / 18-16
- Kai Mitteldorf /  Uwe Ossenbrink –  Michael Lamp /  Jonas Rasmussen: 15-3 / 7-15 / 18-15
- Dharma Gunawi /  Yoseph Phoa –  Allan Borch /  Janek Roos: 8-15 / 15-7 / 15-12
- Christian Mohr /  Björn Siegemund –  Marek Bujak /  Detlef Poste: 15-9 / 15-1
- Ian Pearson /  John Quinn –  Conrad Hückstädt /  Sebastian Ottrembka: 15-8 / 15-5
- Dharma Gunawi /  Yoseph Phoa –  Kai Mitteldorf /  Uwe Ossenbrink: 15-5 / 18-13
- Ian Pearson /  John Quinn –  Christian Mohr /  Björn Siegemund: 15-7 / 15-6
- Dharma Gunawi /  Yoseph Phoa –  Ian Pearson /  John Quinn: 15-8 / 15-7

## Damendoppel Qualifikation
- Tatjana Geibig-Krax /  Stefanie Müller –  Nicole Krause /  Wiebke Schrempf: 14-17 / 15-10 / 15-6

## Damendoppel
- Eline Coene /  Erica van den Heuvel –  Helle Ankjær Nielsen /  Aline Wagener: 15-4 / 15-6
- Pernille Harder /  Mette Sørensen –  Nicole Grether /  Katja Michalowsky: 15-3 / 15-12
- Gitte Jansson /  Mette Schjoldager –  Anja Weber /  Stefanie Westermann: 11-15 / 15-10 / 15-12
- Dorota Grzejdak /  Claudia Vogelgsang –  Dolores Marco /  Maria Torres: 15-8 / 15-8
- Britta Andersen /  Jane Jacoby –  Viola Rathgeber /  Anika Sietz: 15-13 / 15-2
- Ann-Lou Jørgensen /  Christina Sørensen –  Heidi Bender /  Stefanie Hansen: 15-3 / 15-13
- Brenda Conijn /  Nicole van Hooren –  Sandra Mirtsching /  Heike Schönharting: 15-5 / 15-6
- Tanja Berg /  Anne Søndergaard –  Tatjana Geibig-Krax /  Stefanie Müller: w.o.
- Eline Coene /  Erica van den Heuvel –  Pernille Harder /  Mette Sørensen: 15-7 / 15-7
- Gitte Jansson /  Mette Schjoldager –  Dorota Grzejdak /  Claudia Vogelgsang: 8-15 / 15-9 / 15-6
- Ann-Lou Jørgensen /  Christina Sørensen –  Britta Andersen /  Jane Jacoby: 15-11 / 15-6
- Tanja Berg /  Anne Søndergaard –  Brenda Conijn /  Nicole van Hooren: 17-14 / 15-9
- Tanja Berg /  Anne Søndergaard –  Ann-Lou Jørgensen /  Christina Sørensen: 15-11 / 15-12
- Eline Coene /  Erica van den Heuvel –  Gitte Jansson /  Mette Schjoldager: w.o.
- Eline Coene /  Erica van den Heuvel –  Tanja Berg /  Anne Søndergaard: 15-5 / 15-6

## Mixed
- Quinten van Dalm /  Nicole van Hooren –  Christian Huth /  Helle Ankjær Nielsen: 15-7 / 15-6
- Jonas Rasmussen /  Ann-Lou Jørgensen –  John Quinn /  Joanne Muggeridge: 11-15 / 15-6 / 15-10
- Sebastian Ottrembka /  Anja Weber –  Roland Kapps /  Heidi Bender: 8-15 / 15-4 / 18-17
- Allan Borch /  Tanja Berg –  Thomas Tesche /  Jeanette Ottrembka: 15-7 / 15-8
- Michael Lamp /  Britta Andersen –  Franklin Wahab /  Dominique Mirtsching: 15-9 / 15-9
- Dennis Lens /  Erica van den Heuvel –  Thomas Lambertz /  Stefanie Hansen: 15-4 / 15-5
- Kai Mitteldorf /  Viola Rathgeber –  Artur Luczak /  Dorota Grzejdak: 15-4 / 15-4
- Thomas Hovgaard /  Gitte Jansson –  Norman Eby /  Heike Schönharting: 15-10 / 15-7
- Jonas Rasmussen /  Ann-Lou Jørgensen –  Quinten van Dalm /  Nicole van Hooren: 15-18 / 15-6 / 15-10
- Allan Borch /  Tanja Berg –  Sebastian Ottrembka /  Anja Weber: 15-5 / 17-14
- Dennis Lens /  Erica van den Heuvel –  Michael Lamp /  Britta Andersen: 14-17 / 15-4 / 15-4
- Thomas Hovgaard /  Gitte Jansson –  Kai Mitteldorf /  Viola Rathgeber: 15-3 / 15-6
- Jonas Rasmussen /  Ann-Lou Jørgensen –  Allan Borch /  Tanja Berg: 15-2 / 12-15 / 15-4
- Dennis Lens /  Erica van den Heuvel –  Thomas Hovgaard /  Gitte Jansson: w.o.
- Jonas Rasmussen /  Ann-Lou Jørgensen –  Dennis Lens /  Erica van den Heuvel: 8-15 / 17-14 / 15-11